# U2-diszkográfia
A U2 ír rockegyüttesnek 15 stúdióalbuma, egy koncertlemeze, három válogatásalbuma, 83 kislemeze és kilenc középlemeze jelent meg.

## Stúdióalbumok
| Év   | Album | Toplistás helyezések | Toplistás helyezések | Toplistás helyezések | Toplistás helyezések | RIAA-minősítés | Eladások világszerte |
| Év   | Album | UK                   | U.S.                 | IRE                  | SWE                  | RIAA-minősítés | Eladások világszerte |
| ---- | --- | -------------------- | -------------------- | -------------------- | -------------------- | -------------- | -------------------- |
| 1980 | Boy - Megjelent: 1980. október 20. - Kiadó: Island Records (9646) - Formátum: LP                                                                                 | 52                   | 63                   | —                    | —                    | Platina        | 3 millió             |
| 1981 | October - Megjelent: 1981. október 16. - Kiadó: Island Records (422-842297-1/-2/-4) - Formátum: LP, CD, kazetta                                                  | 11                   | 104                  | —                    | —                    | Platina        | 3 millió             |
| 1983 | War - Megjelent: 1983. február 28. - Kiadó: Island Records (90067-1) - Formátum: LP, CD, kazetta                                                                 | 1                    | 12                   | —                    | 2                    | 4× Platina     | 8 millió             |
| 1984 | The Unforgettable Fire - Megjelent: 1984. október 1. - Kiadó: Island Records (90231-1) - Formátum: LP, CD, kazetta, Digital Compact Cassette                     | 1                    | 12                   | —                    | 6                    | 3× Platina     | 8 millió             |
| 1987 | The Joshua Tree - Megjelent: 1987. március 9. - Kiadó: Island Records (7-90581-1) - Formátum: LP, CD, kazetta, DCC                                               | 1                    | 1                    | —                    | 1                    | 10× Platina    | 25 millió            |
| 1988 | Rattle and Hum - Megjelent: 1988. október 10. - Kiadó: Island Records (91003-1) - Formátum: LP, CD, kazetta, DCC                                                 | 1                    | 1                    | —                    | 2                    | 5× Platina     | 14 millió            |
| 1991 | Achtung Baby - Megjelent: 1991. november 19. - Kiadó: Island Records (314-510 347-1) - Formátum: LP, CD, kazetta, DCC                                            | 2                    | 1                    | —                    | 3                    | 8× Platina     | 17 millió            |
| 1993 | Zooropa - Megjelent: 1993. július 6. - Kiadó: Island Records (314-518 047-4) - Formátum: LP, CD, kazetta, DCC                                                    | 1                    | 1                    | —                    | 1                    | 2× Platina     | 8 millió             |
| 1995 | Original Soundtracks No. 1 - Megjelent: 1995 november - Kiadó: Island Records (314-524 166-1) - Formátum: LP, CD, kazetta                                        | 12                   | 76                   | —                    | —                    | —              |                      |
| 1997 | Pop - Megjelent: 1997. március 4. - Kiadó: Island Records (314-524 334-4) - Formátum: LP, CD, kazetta                                                            | 1                    | 1                    | —                    | 1                    | Platina        | 6 millió             |
| 2000 | All That You Can't Leave Behind - Megjelent: 2000. október 30. - Kiadó: Island Records/Interscope Records (CIDXU212 / 314 524 653-2) - Formátum: LP, CD, kazetta | 1                    | 3                    | 1                    | 1                    | 4× Platina     | 12 millió            |
| 2004 | How to Dismantle an Atomic Bomb - Megjelent: 2004. november 19. - Kiadó: Island Records/Interscope Records (B0003613-02) - Formátum: LP, CD, kazetta             | 1                    | 1                    | 1                    | 1                    | 3× Platina     | 9 millió             |
| 2009 | No Line on the Horizon - Megjelent: 2009. március 2. - Kiadó: Island Records/Interscope Records - Formátum: LP, CD                                               | 1                    | 1                    | 1                    |                      |                |                      |

## Koncertalbumok
| Megjelenés         | Cím                       | UK  | U.S. |
| ------------------ | ------------------------- | --- | ---- |
| 1983 november      | Under a Blood Red Sky     | 2   | 28   |
| 2000               | Hasta la Vista Baby!      | n/a | n/a  |
| 2004. november 23. | Live from Boston 1981     | n/a | n/a  |
| 2004. november 23. | Live from the Point Depot | n/a | n/a  |
| 2005 november      | U2.COMmunication          | n/a | n/a  |
| 2006. november 20. | Zoo TV Live               | n/a | n/a  |

## Filmzenék
| Megjelenés        | Cím                                                     | UK | U.S. |
| ----------------- | ------------------------------------------------------- | -- | ---- |
| 2000. március 13. | The Million Dollar Hotel: Music from the Motion Picture | —  | 104  |

## Válogatások
| Megjelenés         | Cím                           | UK  | U.S. |
| ------------------ | ----------------------------- | --- | ---- |
| 1995               | Melon: Remixes for Propaganda | n/a | n/a  |
| 1998. november 10. | The Best of 1980-1990         | 1   | 2    |
| 2002. november 12. | The Best of 1990-2000         | 2   | 3    |
| 2004. november 23. | Unreleased and Rare           | n/a | n/a  |
| 2006. november 17. | U218 Singles                  | 4   | 12   |

## Díszdobozban
| Megjelenés         | Cím             | UK  | U.S. |
| ------------------ | --------------- | --- | ---- |
| 2004. november 23. | The Complete U2 | n/a | n/a  |

## Digitális kiadványok
| Megjelenés         | Cím                       |
| ------------------ | ------------------------- |
| 2004. november 23. | Unreleased and Rare       |
| 2004. november 23. | Live from the Point Depot |
| 2004. november 23. | Live from Boston 1981     |

## Rajongói klub kiadványok
| Megjelenés         | Cím                           |
| ------------------ | ----------------------------- |
| 1995               | Melon: Remixes for Propaganda |
| 2000               | Hasta la Vista Baby!          |
| 2005 november      | U2.COMmunication              |
| 2006. november 20. | Zoo TV Live                   |

## EP-k és kislemezek

### EP-k
| Megjelenés            | Cím                                 | UK  | U.S. |
| --------------------- | ----------------------------------- | --- | ---- |
| 1979 szeptember       | Three                               | —   | —    |
| 1985 május            | Wide Awake in America               | 11  | 37   |
| 1997. szeptember 8/9. | Please: Popheart Live EP            | 7   | n/a  |
| 2001. január 22.      | 7                                   | n/a | —    |
| 2003. április 24.     | Exclusive                           | n/a | n/a  |
| 2004. november 23.    | Early Demos                         | n/a | n/a  |
| 2004. december 9.     | Live from Under the Brooklyn Bridge | n/a | n/a  |

### Kislemezek
MORC=Modern Rock Tracks, MARC=Mainstream Rock Tracks
| Év   | Cím                                                | Album                           | U.S. | UK | Íro. | Kanada | Svédo. | MARC  | MORC | Ausztrália |
| ---- | -------------------------------------------------- | ------------------------------- | ---- | -- | ---- | ------ | ------ | ----- | ---- | ---------- |
| 1980 | Another Day                                        | —                               | —    | —  | —    | —      | —      | —     | —    | —          |
| 1980 | 11 O'Clock Tick Tock                               | —                               | —    | —  | —    | —      | —      | —     | —    | —          |
| 1980 | A Day Without Me                                   | Boy                             | —    | —  | —    | —      | —      | —     | —    | —          |
| 1980 | I Will Follow                                      | Boy                             | 81   | —  | —    | —      | —      | 20    | 71   |            |
| 1981 | Fire                                               | October                         | —    | 35 | 4    | —      | —      | —     | —    | —          |
| 1981 | Gloria                                             | October                         | 81   | 55 | 10   | —      | —      | —     | —    | 32         |
| 1982 | A Celebration                                      | —                               | —    | 47 | 15   | —      | —      | —     | —    | 83         |
| 1982 | I Will Follow (élő)                                | —                               | —    | —  | —    | —      | —      | —     | —    | —          |
| 1983 | New Year’s Day                                     | War                             | 53   | 10 | 2    | —      | 17     | 2(2)  | —    | 36         |
| 1983 | Two Hearts Beat as One                             | War                             | 101  | 18 | 2    | —      | —      | 12    | —    | 53         |
| 1983 | Sunday Bloody Sunday                               | War                             | —    | 7  | —    | —      | —      | 7     | —    | —          |
| 1983 | 40                                                 | War                             | —    | —  | —    | —      | —      | —     | —    | —          |
| 1984 | I Will Follow (élő)                                | Under a Blood Red Sky           | 81   | —  | —    | —      | —      | —     | —    | —          |
| 1984 | Pride (In the Name of Love)                        | The Unforgettable Fire          | 33   | 3  | 2    | 33     | 12     | 2(3)  | —    | 4          |
| 1985 | The Unforgettable Fire                             | The Unforgettable Fire          | —    | 6  | 1    | —      | —      | —     | —    | 59         |
| 1987 | With or Without You                                | The Joshua Tree                 | 1    | 4  | 1    | 1      | 13     | 1(5)  | —    | 9          |
| 1987 | I Still Haven’t Found What I’m Looking For         | The Joshua Tree                 | 1    | 6  | 1    | 11     | 11     | 2(4)  | —    | 17         |
| 1987 | Where the Streets Have No Name                     | The Joshua Tree                 | 13   | 4  | 1    | 14     | —      | 11    | —    | 27         |
| 1987 | In God’s Country                                   | The Joshua Tree                 | 44   | 48 | —    | 28     | —      | 6     | —    | —          |
| 1988 | One Tree Hill                                      | The Joshua Tree                 | —    | —  | —    | —      | —      | —     | —    | —          |
| 1988 | Desire                                             | Rattle and Hum                  | 3    | 1  | 1    | 3      | 5      | 1(5)  | 1(5) | 1          |
| 1988 | Angel of Harlem                                    | Rattle and Hum                  | 14   | 9  | 3    | 15     | —      | 1(6)  | 3    | 14         |
| 1989 | When Love Comes to Town                            | Rattle and Hum                  | 68   | 6  | 1    | —      | 20     | 2(1)  | 10   | 22         |
| 1989 | All I Want Is You                                  | Rattle and Hum                  | 83   | 4  | 3    | —      | —      | 13    | —    | 2          |
| 1991 | The Fly                                            | Achtung Baby                    | 61   | 1  | 3    | 3      | 2      | 2(1)  | 1(2) | 1          |
| 1991 | Mysterious Ways                                    | Achtung Baby                    | 9    | 13 | 1    | 4      | 17     | 1(12) | 1(9) | 4          |
| 1992 | One                                                | Achtung Baby                    | 10   | 7  | 1    | 3      | —      | 1(2)  | 1(1) | 3          |
| 1992 | Even Better Than the Real Thing                    | Achtung Baby                    | 32   | 12 | 3    | —      | 10     | 1(3)  | 5    | 9          |
| 1992 | Even Better Than the Real Thing (The Perfecto Mix) | Achtung Baby                    | —    | 8  | 10   | —      | —      | —     | —    | -          |
| 1992 | Who’s Gonna Ride Your Wild Horses                  | Achtung Baby                    | 35   | 14 | 4    | —      | 19     | 2(1)  | 7    | 9          |
| 1993 | Numb (video kislemez)                              | Zooropa                         | —    | —  | —    | —      | —      | 18    | 2(1) | 7          |
| 1993 | Lemon                                              | Zooropa                         | —    | —  | —    | —      | —      | —     | 3    | 6          |
| 1993 | Stay (Faraway, So Close!)                          | Zooropa                         | 61   | 4  | 1    | 5      | 13     | 12    | 15   | 6          |
| 1995 | Hold Me, Thrill Me, Kiss Me, Kill Me               | Batman Forever soundtrack       | 16   | 2  | 1    | 11     | 2      | 1(1)  | 1(4) | 1          |
| 1995 | Miss Sarajevo                                      | Original Soundtracks 1          | —    | 6  | —    | -      | —      | —     | —    | 7          |
| 1997 | Discothèque                                        | Pop                             | 10   | 1  | 1    | 1      | 2      | 6     | 1(4) | 3          |
| 1997 | Staring at the Sun                                 | Pop                             | 26   | 3  | 4    | 2      | 26     | 2(1)  | 1(3) | 32         |
| 1997 | Last Night on Earth                                | Pop                             | 57   | 10 | 11   | 4      | 43     | 18    | 11   | 52         |
| 1997 | Please                                             | Pop                             | 103  | 7  | 6    | 10     | 33     | —     | 31   | 27         |
| 1997 | If God Will Send His Angels                        | Pop                             | —    | 12 | 11   | 26     | 56     | —     | —    | —          |
| 1997 | Mofo                                               | Pop                             | —    | —  | —    | —      | —      | —     | —    | 28         |
| 1998 | Sweetest Thing                                     | The Best of 1980-1990           | 63   | 3  | 1    | 1      | 6      | 31    | 9    | 2          |
| 2000 | Beautiful Day                                      | All That You Can't Leave Behind | 21   | 1  | 1    | 1      | 7      | 14    | 5    | 1          |
| 2001 | Stuck in a Moment You Can't Get Out Of             | All That You Can't Leave Behind | 52   | 2  | 1    | 1      | 23     | 35    | 35   | 6          |
| 2001 | Elevation                                          | All That You Can't Leave Behind | 116  | 3  | 1    | 1      | 33     | 21    | 8    | 6          |
| 2001 | Walk On                                            | All That You Can't Leave Behind | 118  | 5  | 7    | 1      | 55     | 19    | 10   | 15         |
| 2002 | Electrical Storm                                   | The Best of 1990-2000           | 77   | 5  | 2    | 1      | 13     | 26    | 14   | 8          |
| 2004 | Vertigo                                            | How to Dismantle an Atomic Bomb | 31   | 1  | 1    | 2      | 2      | 3(4)  | 1(1) | 3          |
| 2005 | Sometimes You Can’t Make It on Your Own            | How to Dismantle an Atomic Bomb | 97   | 1  | 3    | 1      | 24     | —     | 29   | 14         |
| 2005 | All Because of You                                 | How to Dismantle an Atomic Bomb | 101  | 4  | —    | 1      | 37     | 20    | 6    | -          |
| 2005 | City of Blinding Lights                            | How to Dismantle an Atomic Bomb | —    | 2  | 8    | 2      | 8      | —     | —    | 31         |
| 2005 | Sgt. Pepper’s Lonely Hearts Club Band              | —                               | 48   | —  | —    | —      | —      | —     | —    | —          |
| 2005 | All Because of You                                 | How to Dismantle an Atomic Bomb | —    | 4  | 4    | —      | 37     | —     | —    | 22         |
| 2006 | Original of the Species                            | How to Dismantle an Atomic Bomb | —    | —  | —    | —      | —      | —     | —    | —          |
| 2006 | One (with Mary J. Blige)                           | The Breakthrough                | 86   | 2  | —    | —      | 27     | —     | —    | —          |
| 2006 | The Saints Are Coming (with Green Day)             | U218 Singles                    | 51   | 2  | 1    | 1      | 4      | 33    | 22   | 1          |
| 2007 | Window in the Skies                                | U218 Singles                    | —    | 4  | 5    | 1      | 38     | -     | 32   | 17         |

## Külső hivatkozások
- U2 Wanderer
- UKMix Archiválva 2007. szeptember 29-i dátummal a Wayback Machine-ben U2 albumok slágerlistás helyezései